# Steve Carney
Steven Bernard Carney, detto Steve (Portsmouth, 22 agosto 1968), è un ex cestista statunitense con cittadinanza portoghese, professionista in Europa.